# Parafia św. Bartłomieja w Czańcu
Parafia Świętego Bartłomieja w Czańcu – parafia rzymskokatolicka znajdująca się w Czańcu. Należy do dekanatu Międzybrodzie diecezji bielsko-żywieckiej.

## Historia
Parafię erygowano po 1374 roku, a przed 1470 rokiem. W czasach Jana Długosza w skład parafii czanieckiej wchodziły także Bulowice. Na przełomie XV i XVI wieku utraciła prawa parafialne i została filią parafii w Kętach. W 1568 roku odłączono Czaniec od parafii w Kętach. W 1598 roku parafię wizytował biskup nominat kijowski i prepozyt tarnowski Krzysztof Kazimirski co oznaczało, że krakowska kuria biskupia uznała odłączenie się parafii od Kęt., jednak o powrót Czańca do parafii kęckiej starali się tamtejsi proboszczowie. W 1610 roku wizytator biskupa krakowskiego ostatecznie potwierdził prawa parafialne parafii czanieckiej oraz fakt przynależności do jej okręgu poza Czańcem Porąbki, Międzybrodzia oraz Ponikiwi (obecnie część wsi Międzybrodzie Bialskie). Jednak miejscowości te odłączyły się od parafii. W XIX wieku Międzybrodzie gdzie w latach 1808–1810 zbudowano kościół św. Marii Magdaleny w Międzybrodziu Lipnickim (od 1825 Międzybrodzie Bialskie), a w 1858 roku powstała tam osobna parafia. W XX wieku Porąbka w której w 1904 roku wmurowano kamień węgielny pod budowę kościoła i poświęcono go pod wezwaniem Narodzenia Najświętszej Marii Panny13 października 1907 roku. Nowa parafia powstała w 1909 roku. 
W 1652 roku Katarzyna Chlewicka z Poręby Wielkiej przekazała na rzecz parafii  tysiąca florenów zapisanych na gruntach Czańca Wielkiego, a wypłacanych rocznie w kwocie 70 florenów w dwóch ratach: pierwszą 24 czerwca (uroczystość Narodzenia św. Jana Chrzciciela) i 27 grudnia (św. Jana Ewangelisty). 
Patentem cesarskim z 20 lutego 1784 roku władze Austro-Węgier nakazały proboszczom prowadzenie ksiąg metrykalnych. W Czańcu prowadzono je oddzielnie dla każdej miejscowości.
Od początku XVII wieku przy parafii istniała szkoła parafialna. 
W latach 1783–1801 parafia należała do diecezji tarnowskiej, potem krakowskiej, od 1821 tynieckiej, od 1826 ponownie do tarnowskiej, a od 1880 roku do krakowskiej. 
1 stycznia 2015 roku parafię przeniesiono z dekanatu Kęty do nowo utworzonego dekanatu międzybrodzkiego.
W latach 1808–1810 zbudowano kościół św. Marii Magdaleny w Międzybrodziu Lipnickim (od 1825 Międzybrodzie Bialskie), a w 1858 roku powstała tam osobna parafia.
W 1904 roku wmurowano kamień węgielny pod budowę kościoła w Porąbce i poświęcono go pod wezwaniem Narodzenia Najświętszej Marii Panny13 października 1907 roku. Nowa parafia powstała w 1909 roku.  

## Bractwa
W 1689 roku z inicjatywy księdza Wojciecha Pawińskiego założono Bractwo Różańca Świętego, w 1933 Arcybractwo Matki Boskiej Pojednawczyni z La Salette.

## Cmentarz
Pomimo że dekretem cesarza Józefa II z 11 grudnia 1783 roku nakazano zamknięcie cmentarzy przykościelnych nowy cmentarz został poświęcony dopiero 6 maja 1834 roku. Wytyczono go na gruncie plebańskim, przy zbiegu dzisiejszych ulic Kardynała Karola Wojtyły i Cichej (na mapie wojskowej Galicji z lat 1779–1783 istniała tam bliżej niezidentyfikowana kapliczka bądź krzyż przydrożny). 
Pod koniec 1931 roku cmentarz uporządkowano, a cały teren obwiedziono ogrodzeniem wyposażonym w drut kolczasty, a nad drewnianą bramą wejściową umieszczono napis „Wieczne odpoczywanie.

## Kościół
Istnienie w Czańcu drewnianej świątyni w XV wieku odnotował Jan Długosz. W pierwszej połowie XVIII wieku zbudowano nowy kościół. Rozebrano go w latach 1763–1764 gdy kasztelan Franciszek Ksawery Schwarzenberg-Czerny postanowił zbudować nowy, murowany kościół. Budowę rozpoczęto od wieży z dzwonnicą, a gdy fundator zmarł dobudowano do niej drewniany kościół wykorzystując drewno z rozebranego budynku. Został on zamknięty w 1905 roku, a nabożeństwo odbywano w prowizorycznej kaplicy. Budując nowy murowany kościół pozostawiono wieżę z dzwonnicą. Został on poświęcony 24 października 1924 roku.

## Proboszczowie
Według źródła:
- ks. Andrzej Ogonkowicz (XVII w.)
- ks. Andrzej Basiugowicz (XVII w.)
- ks. Florian Stokowski (XVII w.)
- ks. Andrzej Ogonkiewicz  (XVII w.)
- ks. Andrzej Basiugowicz (1662–1674)
- ks. Wojciech Pawiński (1674–1723)
- ks. Andrzej Koczurowski (1723–1733)
- ks. Józef Łodziński herbu Radwan z Chorągwicy (1733)
- ks.  Andrzej Zadzikiewicz(1734)
- ks. Szymon Durajski z Żywca
- ks. Florian Piasecki (1768–1813)
- ks. Tadeusz Żur(1813–1819)
- ks. Bartłomiej Olesiak (1819–1934)
- Jan Paweł Zborzil (1834)
- ks. Andrzej Sontagh (1835–1837)
- ks. Jakub Kubala (1837–1840)
- ks. Wincenty Tureczek
- ks. Franciszek Traufelder (1853–1876)
- ks. Andrzej Nowotarski (1876–1885)
- ks. Wojciech Komperda (1885–1905)
- ks. Józef Szwed (1906–1929)
- ks. Teofil Papesch (1929–1937)
- ks. Jan Bednarczyk (1938–1950)
- ks.  Jan Stachańczyk (1950–1982)
- ks. Filip Piotrowski,(1982–2007)
- ks. Stanisław Śmietana (2007–2016)
- ks. Wiesław Ostrowski (2016– )